# 자동차손해배상 보장사업
자동차손해배상 보장사업은 뺑소니차(보유불명차) 또는 무보험차에 의한 교통사고를 당한 피해자가 어디에서도 보상받지 못할 경우 정부(국토교통부)에서 보상하는 사회보장제도이다. 가해자를 알 수 없는 뺑소니 사고나 가해차량이 책임보험에 가입하지 않은 무보험차량 또는 도난차량이어서 보험사로부터 보상을 받을 수 없는 피해자에 대한 최소한의 구제목적으로 도입되었다. 일부 선진국에서도 이러한 제도를 시행 중이다. 우리나라는 현재 11개 손해보험사(보장사업자)가 정부로부터 위탁받아 피해자 보상 업무를 수행 중이다
〈법적 근거 : 자동차손해배상보장법 제30조〉

## 연혁
- 1963년 4월 : 자동차손해배상보장법 제정
- 1978년 4월 : 뺑소니 피해자에 대한 보장사업 개시
- 1985년 7월 : 무보험차 피해자에 대한 보장사업 추가

## 보상 대상
① 보유자와 등록번호를 모두 알 수 없는 자동차(뺑소니 자동차)에 의한 사고 피해자
② 의무보험*(책임보험 또는 공제)에 미가입한 자동차에 의한 사고 피해자
```
 * 자동차손해배상보장법(제5조)에 따라 자동차의 운행으로 다른 사람이 사망하거나, 부상한 경우, 해당 피해에 대한 손해배상을 목적으로 가입하여야 하는 보험
```

③ 도난(또는 무단운전)자동차에 의한 사고피해로 자동차 보유자(소유자 또는 사용권리가 있는 자)로부터 손해배상을 받지 못하게 된 경우
④ 자동차보유자를 알 수 없는 자동차의 운행 중 해당 자동차로부터 낙하된 물체로 인하여 사망하거나 부상한 경우(2021.7.27 자동차손해배상보장법 개정)
① 의무보험 가입대상이 아닌 자동차에 인한 사고 피해자(UN군 보유차, 미군 보유차)
② 도로상 운행이 금지된 자동차에 의한 사고 피해(골프장용 카트 등)
③ 대상사고에 대하여 산재보험이나 국가배상법, 공무원연금법, 군인연금법 등으로 보상 받을 수 있는 경우
④ 가해자로부터 손해배상을 받은 경우(민․형사합의금 등)
⑤ 공동불법행위* 사고로, 어느 한쪽 가해자가 가입한 자동차보험(책임보험)을 통해 손해배상을 받을 수 있는 경우
⑥ 개인형이동장치 차량의 도주사고시
```
 * 다중추돌사고 등, 여러 사람이 공동으로 불법행위를 하여 타인에게 손해를 가하는 행위
```

## 보상 항목
위자료, 치료비, 휴업손해액, 상실수익액(사망․후유장애시) 등을 지급하며, 보험업법에 따라 인가된 책임보험 약관상 보험금 지급기준에 따라 산정

## 보상 한도
① 사망의 경우
- 2016.4.1자 이전 사고 : 최저 2,000만원 ~ 최고 1억원
- 2016.4.1자 이후 사고 : 최저 2,000만원 ~ 최고 1억 5천만원

② 부상의 경우

③ 후유장애의 경우

## 신청 기한
손해의 발생을 안 날(통상 사고발생일)로부터 3년 이내

## 신청 절차
뺑소니·무보험차 사고 발생 → 경찰서 신고 → 병원 치료 → 손해보험사(피해자가 원하는 회사 선택) 또는 통합안내콜센터 연락, 정부보장사업 신청 접수 → 담당자 배정 → 신청서류 제출 → 피해 보상

## 신청 서류
① 교통사고사실확인원(경찰서)
② 진단서, 치료비영수증 또는 명세서(치료병원)
③ 기타 손해를 입증하는 서류, 위임장 등